# Чемпіонат Німеччини з хокею 1938
Чемпіонат Німеччини з хокею 1938 — 22-й регулярний чемпіонат Німеччини з хокею, чемпіоном став клуб СК Ріссерзеє.
Матчі попереднього раунду проходили 17 та 19 січня 1938 року у Мюнхені та Нюрнбергу, а фінальний раунд проходив у Гарміш-Партенкірхен.

## Попередній етап

### Група А
Матчі проходили в Мюнхені.
- СК Ріссерзеє — Дюссельдорф ЕГ 1:1
- СК Ріссерзеє — СК Бранденбург Берлін 3:0
- СК Ріссерзеє — Альтонаер СВ 6:1
- Дюссельдорф ЕГ — СК Бранденбург Берлін 5:0
- Дюссельдорф ЕГ — Альтонаер СВ 7:0
- СК Бранденбург Берлін — Альтонаер СВ 2:0

| М  | Команда               | І | Пер | Н | Пор | Ш    | О |
| -- | --------------------- | - | --- | - | --- | ---- | - |
| 1. | СК Ріссерзеє          | 3 | 2   | 1 | 0   | 10:2 | 5 |
| 2. | Дюссельдорф ЕГ        | 3 | 2   | 1 | 0   | 13:1 | 5 |
| 3. | СК Бранденбург Берлін | 3 | 1   | 0 | 2   | 2:8  | 2 |
| 4. | Альтонаер СВ          | 3 | 0   | 0 | 3   | 1:15 | 0 |

Скорочення: М = підсумкове місце, І = ігри, Пер = перемоги, Н = нічиї, Пор = поразки, Ш = закинуті та пропущені шайби, О = набрані очки

### Група В
Матчі проходили у Нюрнберзі.
- СК Берлін — ХК Фюссен 5:5
- СК Берлін — СВ Растенбург 3:2
- СК Берлін — Блау-Вайс Дрезден 9:0
- ХК Фюссен — СВ Растенбург 3:1
- ХК Фюссен — Блау-Вайс Дрезден 4:1
- СВ Растенбург — Блау-Вайс Дрезден 2:0

| М  | Команда           | І | Пер | Н | Пор | Ш    | О |
| -- | ----------------- | - | --- | - | --- | ---- | - |
| 1. | СК Берлін         | 3 | 2   | 1 | 0   | 17:7 | 5 |
| 2. | ХК Фюссен         | 3 | 2   | 1 | 0   | 12:7 | 5 |
| 3. | СВ Растенбург     | 3 | 1   | 0 | 2   | 5:6  | 2 |
| 4. | Блау-Вайс Дрезден | 3 | 0   | 0 | 3   | 1:15 | 0 |

## Фінальний раунд
- СК Ріссерзеє — СК Берлін 2:0
- СК Ріссерзеє — Дюссельдорф ЕГ 0:1
- СК Ріссерзеє — ХК Фюссен 2:0
- СК Берлін — Дюссельдорф ЕГ 2:0
- СК Берлін — ХК Фюссен 2:0
- Дюссельдорф ЕГ — ХК Фюссен 3:0

| М  | Команда        | І | Пер | Н | Пор | Ш   | О |
| -- | -------------- | - | --- | - | --- | --- | - |
| 1. | СК Ріссерзеє   | 3 | 2   | 0 | 1   | 4:1 | 4 |
| 2. | СК Берлін      | 3 | 2   | 0 | 1   | 4:2 | 4 |
| 3. | Дюссельдорф ЕГ | 3 | 2   | 0 | 1   | 4:2 | 4 |
| 4. | ХК Фюссен      | 3 | 0   | 0 | 3   | 0:7 | 0 |

### Матч за 2 місце
- Дюссельдорф ЕГ — СК Берлін 3:0

## Склад чемпіонів
Склад СК Ріссерзеє: Вільгельм Еггінгер, Карл Браумюллер, Йозеф Гаснер, Гесслер, Адольф Капфер, Карл Кьогель, Ганц Ланг, Рейнгард Фунднер, Еуген Рейнгольд, Рейтмеєр, Ганц Шмід, Гуго Спет, Георг Штробль, Карл Вільд.